# فرودگاه مالوری
فرودگاه مالوری (به انگلیسی: Mallory Airport) یک فرودگاه خصوصی پایگاه هوایی با کد یاتا none است که یک باند فرود آسفالت دارد و طول باند آن ۶۱۰ متر است. این فرودگاه در کشور ایالات متحده آمریکا قرار دارد و در ارتفاع ۲۶۸ متری از سطح دریا واقع شده است.